# Jean-Pierre Dupuy
Jean-Pierre Dupuy es un ingeniero y filósofo francés, (n. 20 de febrero de 1941). Es profesor de filosofía social y política en la Escuela Politécnica y en la Universidad de Stanford en California. Miembro de la Academia de las tecnologías.

## Biografía
Diplomado en la Escuela Politécnica de París, funda en 1982 con Jean-Marie Domenach el centro de ciencias cognitivas y epistemología de la Escuela Politécnica sobre la base de las reflexiones preliminares de Jean Ullmo. Este centro se ha transformado en la Unidad mixta de investigación -Unité mixte de recherche (UMR)- en 1987. Desde el origen su vocación ha sido doble y se ha dedicado tanto a la modelización en ciencias humanas (modelos de autoorganización de sistemas complejos ya sean cognitivos, económicos o sociales) como a la filosofía de la ciencia y, particularmente, a la epistemología de las ciencias cognitivas.
Una parte de su trabajo trata sobre las nanotecnologías que son para él un posible «tsunami» tecnológico por venir y estudia sus efectos indeseables o perversos.

## Obras
- La marque du sacré. Paris: Carnets nord, 2009.[3]
- On the origins of cognitive science: the mechanization of the mind. Cambridge, MA: MIT Press, 2009.
- Dans l'œil du cyclone: colloque de Cerisy. Paris: Carnets nord, 2008.
- Petite métaphysique des tsunamis. Paris: Seuil, 2005.
- La panique. Paris: Empêcheurs de penser en rond, 2003.[4]
- Les limites de la rationalité. colloque de Cerisy, 5-12 juin 1993, Centre culturel international de Cerisy-la-Salle. Paris: La Découverte, 2003.
- Avions-nous oublié le mal?: penser la politique après le 11 septembre. Paris: Bayard, 2002.
- Pour un catastrophisme éclairé: quand l'impossible est certain. Paris: Seuil, 2002.[5]
- Les savants croient-ils en leurs théories? : une lecture philosophique de l'histoire des sciences cognitives. Paris: Institut national de la recherche agronomique, 2000.
- The mechanization of the mind: on the origins of cognitive science. Princeton: Princeton University Press, 2000.[6][7][8][9]
- Ethique et philosophie de l'action. Paris: Ellipses, 1999.
- Self-deception and paradoxes of rationality. Stanford Calif.: CSLI Publications, 1998.[10]
- Aux origines des sciences cognitives. Paris: La Découverte, 1994.
- Introduction aux sciences sociales. Logique des phenomenes collectifs. Paris: Ellipses, Ecole Polytechnique, 1992.[11]
- Le sacrifice et l'envie: le libéralisme aux prises avec la justice sociale. Paris: Calmann-Lévy, 1992.[12]
- Understanding origins: contemporary views on the origin of life, mind, and society. Dordrecht, Netherlands; Boston: Kluwer Academic Publishers, 1992.[13][14]
- Sens et place des connaissances dans la société. Paris: Centre national de la recherche scientifique, 1986.
- Ordres et désordres: enquête sur un nouveau paradigme. Paris: Seuil, 1982.[15][16]
- Le signe et l'envie: variations sur des figures de René Girard. Paris, 1978.